# Pareiorhaphis
Pareiorhaphis es un género de peces silúridos de agua dulce de la familia Loricariidae, integrado por 23 especies habitan en aguas templado-cálidas y cálidas del centro-este de América del Sur.  

## Características
Pareiorhaphis puede distinguirse fácilmente de otros géneros de la subfamilia Neoplecostominae por la combinación única de tener lóbulos carnosos sobre los márgenes laterales de la cabeza adornados con odontoides hipertrofiados en los machos durante el período nupcial, sección transversal del pedúnculo caudal ovoide, abdomen generalmente descubierto de placas, aleta dorsal ovoide y espinada; y aleta adiposa suele estar presente. El patrón cromático es generalmente algún tipo de moteado sobre un fondo marrón oscuro; el abdomen es blanco.

## Taxonomía
Pareiorhaphis posee una compleja historia taxonómica. Fue descrito originalmente en el año 1918 por el ictiólogo y naturalista brasileño Alípio de Miranda Ribeiro, incluyéndole en él algunas especies del género Hemipsilichthys: H. duseni, H. steindachneri y H. calmoni, pero sin designar una especie tipo. C. Regan lo hizo en el año 1920, señalando a H. calmoni como el tipo. Sin embargo, esto pasó inadvertido, por lo que en el año 1947 W. Gosline describió otras especie del género (Pareiorhaphis alipionis) y designó a H. duseni como especie tipo de Pareiorhaphis, lo cual fue aceptado por la comunidad científica. El error de Gosline fue puesto a la luz por E. Derijst recién en el año 1996, dejando de este modo inválida la elección del tipo de Gosline, pero como él creyó que H. calmoni debía estar incluido en realidad en Hemipsilichthys, incluyó a Pareiorhaphis en la sinonimia de Hemipsilichthys y las otras dos especies válidas asignadas en Pareiorhaphis (P. duseni y P. alipionis) quedaron sin un nombre de género válido, por lo que les creó Isbrueckerichthys. 
En el año 2002, E. Pereira y R. Reis realizaron una revisión taxonómica de los géneros Hemipsilichthys e Isbrueckerichthys, encontrando en el segundo 2 especies válidas y 18 en el primero (con H. gobio como la especie tipo del género). Sin embargo, J. Montoya-Burgos y otros, junto con J. Armbruster en el año 2004, demostraron que el clado que conforma la especie tipo del género Hemipsilichthys (H. gobio) junto H. papillatus y H. nimius, no está relacionado con la mayoría de las otras especies supuestamente pertenecientes a dicho género, por lo que Pareiorhaphis quedó como nombre disponible para contener a estas últimas. Por esta razón, en el año 2005, al describir una especie del alto río Iguazú, Edson H. Lopes Pereira resucitó de la sinonimia de Hemipsilichthys a Pareiorhaphis y le transfirió a este último casi todos sus integrantes (dejándole a Hemipsilichthys solo 3 especies). Igualmente, Pareiorhaphis necesita de una revisión para precisar si es o no monofilético.

### Subdivisión
Este género se subdivide en 24 especies:
- Pareiorhaphis azygolechis E. H. L. Pereira & R. E. dos Reis, 2002
- Pareiorhaphis bahianus Gosline, 1947
- Pareiorhaphis cameroni (Steindachner, 1907)
- Pareiorhaphis cerosus P. Miranda-Ribeiro, 1951
- Pareiorhaphis eurycephalus E. H. L. Pereira & R. E. dos Reis, 2002
- Pareiorhaphis garapia Pereira, Lehmann, Schvambach & Reis, 2015[11]
- Pareiorhaphis garbei R. Ihering, 1911
- Pareiorhaphis hypselurus E. H. L. Pereira & R. E. dos Reis, 2002
- Pareiorhaphis hystrix E. H. L. Pereira & R. E. dos Reis, 2002
- Pareiorhaphis lophia E. H. L. Pereira & Zanata, 2014[12]
- Pareiorhaphis mutuca J. C. de Oliveira & Oyakawa, 1999
- Pareiorhaphis nasuta E. H. L. Pereira, Vieira & R. E. dos Reis, 2007
- Pareiorhaphis nudulus R. E. dos Reis & E. H. L. Pereira, 1999
- Pareiorhaphis parmula E. H. L. Pereira, 2005[1]
- Pareiorhaphis proskynita E. H. L. Pereira & Britto, 2012[13]
- Pareiorhaphis regani Giltay, 1936
- Pareiorhaphis ruschii E. H. L. Pereira, Lehmann A. & R. E. dos Reis, 2012[14]
- Pareiorhaphis scutula E. H. L. Pereira, Vieira & R. E. dos Reis, 2010
- Pareiorhaphis splendens Bizerril, 1995
- Pareiorhaphis steindachneri A. Miranda-Ribeiro, 1918
- Pareiorhaphis stephanus J. C. de Oliveira & Oyakawa, 1999
- Pareiorhaphis stomias E. H. L. Pereira & R. E. dos Reis, 2002
- Pareiorhaphis torrenticola Pereira, Pessali & Reis, 2024[15]
- Pareiorhaphis vestigipinnis E. H. L. Pereira & R. E. dos Reis, 1992

## Distribución
Pareiorhaphis se distribuye en cursos fluviales templado-cálidos y cálidos con pendiente del océano Atlántico del nordeste y centro-este de Sudamérica, desde la cuenca hidrográfica del  río São Francisco en el nordeste del Brasil por el norte hasta la cuenca del Paraná, principal colector de la cuenca del Plata, y drenajes costeros del estado de Río Grande del Sur, en el sur brasileño.